# Gwenview
 (septembre 2012).
Gwenview du Breton "Gwen", blanc, et de l'anglais "view", est une visionneuse d'images libre créée par Aurélien Gâteau pour KDE publiée sous licence GNU GPL et écrite en C++.
Ses principales qualités sont :
- La navigation dans les dossiers
- Sa capacité à lire un large éventail de type de fichiers, comme le JPEG, le XCF (format natif de GIMP), le SVG, les formats d'images animés (GIF, MNG) et les formats vidéos
- La manipulation d’images grâce au support du système de plugins KIPI (KDE Image Plugin Interface).
- Le filtrage des fichiers
- La prévisualisation de ceux-ci
- La visualisation et la modifications des données sémantiques liées aux fichiers (métadonnées)
- La customisation de son interface
- Le partage rapide des fichiers (Courriel, Imgur, Bluetooth, Twitter et autres)